# Nappismus
Als Nappismus (oder Deckenlehre) wird in der Geologie die Lehre bezeichnet, nach der viele Hochgebirge, z. B. die Alpen, Karpaten und andere große Gebirge, aus einer Vielzahl von Überschiebungsdecken (englisch nap) entstanden sind.
Die konkurrierende Auffassung ist die Überfaltung (eine mit horizontalen Verschiebungen kombinierte Auffaltung), während die Überschiebung in einem Abscheren der Gesteinsschichten von ihrer Unterlage besteht (Scherdecken).
Für die Ostalpen ist inzwischen erwiesen, dass das Herkunftsgebiet der zentralalpinen Gesteine (siehe Mittel- und Oberostalpin) weit im Süden liegt. Sie zählen zu der von dort anrückenden Erdkrustenplatte, die zur großräumigen Subduktion des damaligen (penninischen) Ozeanbodens und der Alpenbildung geführt hat. Bei den Westalpen (dem Penninikum) ist die Entstehungsweise teilweise anders.
Die Lehre von den Decken geht in den Alpenländern auf die Nappisten genannte Geologenschule zurück, unter anderem Otto Ampferer, Marcel Alexandre Bertrand, Maurice Lugeon, Hans Schardt, Eduard Suess und Pierre-Marie Termier. Sie löste gegen Ende des 19. Jahrhunderts die vor allem für die Westalpen entwickelte Erhebungstheorie ab, die einen sich nach oben bewegenden Kristallinkern annahm, durch den sich ein riesiger Sattel gebildet habe (Leopold von Buch, 1827). Ein Paradebeispiel für eine Überschiebung in den Alpen, die Glarner Hauptüberschiebung, war in den 1890er Jahren Gegenstand heftiger Kontroversen zwischen Albert Heim (Vertreter einer Faltungstheorie) und August Rothpletz. Um 1903 setzte sich die Überschiebungstheorie aber durch.